# Mudrci a bloudi
Mudrci a bloudi je souhrnný název tří operních aktovek českého skladatele Ilji Hurníka na vlastní libreto; autor Mudrce a bloudy nazývá „tři obrazy na téma starověké, středověké a soudobé”. Trojice oper vznikla v roce 1968, dosud však nebyla uvedena.

## Vznik a charakteristika opery
Ilja Hurník napsal svou druhou operu brzy po vzniku a úspěšném uvedené první, tj. Dáma a lupiči. Tentokrát se nejedná o jeden ucelený příběh, ale o tři epizody z různých dob spojených jednou myšlenkou: „Mudrci a bloudi jednávají podobně. Nechť divák rozhodne, kdo je kdo.“ Opera byla dokončena roku 1968 (podle Ladislava Šípa 1970). Jednotlivé části trvají každá asi půl hodiny.
V této opeře Hurník navazuje na jeden ze svých vzorů, Bohuslava Martinů. Triptych má hudebně dramatickou formu velmi podobnou jako Martinů Hry o Marii, prostřední příběh o kejklíři by mohl být přímo další epizodou této opery. Oproti Martinů je však Hurníkův hudební jazyk, zkratkovitější a obsažnější, a tím i pro obecenstvo náročnější – zejména i v porovnání s Dámou a lupiči. Hurník se v Mudrcích a bloudech více než ve své operní prvotině „se zdarem se pokouší o syntézu postupů vycházejících z deklamace textu s postupy založenými na ryzích hudebních formách“.
První část Král Šalamoun je umným spojením několika motivů ze Starého zákona a chasidských pověstí. Přestože děj je v zásadě typickým hurníkovským apokryfem, v hudbě nepřevládá humor, ale spíše vážná stránka. Objevuje se „starozákonní“ obřadnost a prvním vyvrcholením je procítěný žalozpěv krále Šalamouna nad marností světa. Dalšími výraznými momenty je ptačí výhrůžná píseň, allegro pro virtuózní koloraturní soprán, a závěrečný zpěv Šalamouna na slova Písně písní přecházející do milostného duetu se Šulamít, klenoucího se od vášnivého výbuchu lásky až do intimního ztišení na závěr. Tato část opery se formálně dělí na sedm uzavřených čísel (scén), seřazených na principu kontrastu.
Druhá epizoda Kejklíř vznikla na námět povídky Anatola France (stejný námět zpracoval Jules Massenet ve své opeře Kejklíř u Matky Boží). Příběh má podobu středověkého miráklu. V hudebním zpracování tvoří jednu rovinu svět kejklíře: s touto postavou je spojena jednak komická hudba (stejně jako s ostatními komedianty, jejichž vystoupení s Principálem se odehrává na půdorysu polky), ale také zejména lyrická (kejklířovo oslovení hvězd na nebi, jeho romantické vzplanutí k jedné z družiček, jeho orientálně zabarvený zpěv pro Pannu Marii a píseň o bílé lilii). Stejnou váhu má rovina náboženská, reprezentována sbory: zpěv družiček při ranním zdobení oltáře (Rosa padá do růže a lilií), zpívaný doprovod k pouťové pantomimě o svaté Dorotě, zpívané žalmy mnichů na základě gregoriánského chorálu, jejich sborové vyobcování kejklíře i závěrečné Ave Maria. Zejména v těchto místech navozuje Hurník působivou středověkou atmosféru.
Třetí část pod názvem Vynálezce je k oběma předchozím značně kontrastní. Její průběh je téměř groteskní: vtipné situace libreta jsou provázeny i přiléhavým hudebním vtipem. Živým humorem se vyznačují scény hádky hasičů na schůzi, jejich společného úsilí o zprovoznění kolegova vynálezu, rusalčino zařizování zázraku, při němž na svého milého rozverně juká a mává z rybníčku, scéna s „korunovací vynálezce“, pochod, s nímž se opilí hasiči vydávají zdolávat požár… Stejně jako u Dvořáka však nakonec rusalka na lásku k člověku tragicky doplácí a celý triptych končí v nečekané vážnosti a zamyšlení.
Opera měla být uvedena brzy po svém vzniku v ostravském divadle, byla však se vyřazena z důvodu náboženského obsahu (rozumí se druhé části trilogie, v níž vystupuje i Panna Marie). Skladatel ji později přepracoval pro konkurz na neprovedenou českou operu v Národním divadle, ale nezvítězil; nová úprava je zpěvnější a mírně zkrácená. Skladatel dlouho usiloval o uvedení Mudrců a bloudů, zvláště po pádu normalizačního režimu, avšak nedožil se ho.

## Instrumentace
2 flétny, 2 hoboje, 2 klarinety, 2 fagoty; 2 lesní rohy, 2 trubky, 3 pozouny; tympány, bicí souprava, celesta; mandolína, harfa, klavír; smyčce.

## Děj opery

### 1. dějství: Král Šalamoun
Před soudem krále Šalamouna se odehrává slavná scéna: dvě ženy se přou o to, které z ních patří novorozený chlapec. Šalamoun se zvedá a rozhoduje, že rozetne dítě vedví, aby každá z matek dostala polovinu. Jedna z žen se zděsí a prosí, aby nechal dítě té druhé, jen aby chlapci neubližoval; ta je ta pravá matka. Přítomný lid chválí královu moudrost. Jenže ta selhává, když mu další, zcela malicherný spor přednesou jiné dvě ženy (dokonce jeho vlastní). Šalamoun rozhodnout nechce a nedokáže a obě ženy propouští bez rozsudku. To se však přítomným nelíbí a po straně si vykládají, že král je slaboch.
Zklamaný Šalamoun upadá do pesimistických úvah o bezmoci králů a celkové marnosti světa. Mimo jiné přemýšlí o tom, že má plný harém žen, ale k čemu je mu to platné, když krásná Šulamít – jediná, o kterou stojí – jeho lásku neopětuje. Tu si povšimne dvou ptáků za oknem, samečka a samičky. Sameček se před samičkou vychloubá a furiantsky vyhrožuje králi, že zničí jeho i jeho říši. Neví však, co ví každý čtenář Bible – totiž že Šalomoun rozumí ptačí řeči. Král, obávaje se ptačí věštby, pošle na ptáka své stráže a ty ho chytí a předvedou. Šalamoun se ho vyptává, odkud má takovou moc, jakou se chlubí. Zajatec se přiznává, že žádnou moc nemá: to jen chtěl zaimponovat své ženě, která mu prokazovala málo úcty. Ale tím, že se nechal chytit, teď u ní určitě přišel o zbytek respektu… Král s ním cítí mužskou sounáležitost, sám ví, jak je těžké získat u manželek autoritu. Proto ptákovi pomůže: tak, aby to jeho družka oknem viděla, klekne si před ptačím samečkem a úpěnlivě ho prosí o milost pro sebe a své království. Pták mu ji velkomyslně dává a se svou ohromenou samičkou odlétá.
Jenže Šalamounovo jednání zahlédli i někteří dvořané a vážnost krále tím v jejich očích dále utrpěla. A co víc, scénu viděla i Šalamounova favoritka Šulamít, jejíž úctu by si král nejvíce přál získat. Ale Šulamít na rozdíl od dvořanů právě v králově pokoře – k níž ho přiměl ne strach, ale láska – poznává jeho velikost. A šťastný Šalamoun obejme svou nejmilejší ženu a začíná své slavné vyznání lásky…

### 2. dějství: Kejklíř
Ještě před ránem vstupuje do města kejklíř; oslovuje hvězdičky na nebi. Svítá a chystá se slavnostní pouť, dívky zdobí v kostele oltář a kejklíř se těší, že si při té příležitosti něco vydělá. Ale jeho kousky se mu nechtějí dařit, obecenstvu se nelíbí, děvčata (z nichž jedna se mu zvlášť líbí) ho odmítají a ostatní komedianti vedení Principálem jej vyženou, protože jim svým neumětelstvím kazí představení. Přicházejí mnichové zpívat zbožné litanie a jeden z nich kejklíře dobrotivě vyzve, aby zpíval s nimi. Kejklíř se nadšeně přidá, ale neumí latinské texty, a proto si slova domýšlí podle svého. To ovšem mnichové dlouho nevydrží a neznaboha rovněž vykáží.
Nešťastník se uchýlí do kostela, a protože nikdo o jeho umění nestojí, začne předvádět své kousky soše Panny Marie na oltáři. A Panna Marie se nejprve začne usmívat, pak sestoupí z oltáře, zatančí si s ním jeho tanec, pak se vrátí na oltář a opět zkamení. Mniši viděli konec této scény, považují ji však za ďábelské pokušení a křižujíce se kejklíře vyhánějí se slovy „apage Satanas!“ Ale kejklíř už není smutný, ví, jaké milosti se mu dostalo, a přijde jistě zpět Panence Marii zatančit a zazpívat. Mnichové a lid spojují své hlasy v modlitběAve Maria.

### 3. dějství: Vynálezce
V hospodě českého městečka za časů císaře Františka Josefa začíná schůze místního sboru dobrovolných hasičů. Předseda čte prezenční listinu a se zármutkem zjišťuje nepřítomnost mladého hasiče Bohumila [v pozdější verzi: Vendelína], jehož absence jsou již znepokojivé. Za bouřlivé debaty členů spolku však Bohumil dorazí s vlastnoručně sestrojeným vynálezem, jakousi obrovskou a podivnou stříkačkou, která má chrlit vodu přímo z místního rybníčku, aniž by bylo třeba pumpovat. Ale když ji chce Bohumil předvést, stroj ne a ne fungovat. Kolegové hasiči se mu jmou pomáhat dobrou radou i rukama, neohlížejíce se na to, že si zašpiní své „schůzovní“ obleky, ale jejich i Bohumilovo úsilí je bezvýsledné. Schůze se vrací k dennímu pořadu, jen Bohumil sedí smutně u rybníčku.
Do mladého a švarného hasiče se však zamilovala rusalka obývající rybníček a nyní mu chce pomoci kouzlem. Stoupne si doprostřed rybníčku a na její pokyn ze stříkačky tryská mohutný proud vody. Hasiči to vidí a jsou nadšeni. Oslavy dosáhnou vrcholu, když vdova po patronu spolku, baronka von Kozelski, obřadně vyznamenává důmyslného požárníka zlatou helmou po svém nebohém manželovi.
Hasiči odcházejí pokračovat ve schůzi a zapíjejí Bohumilův úspěch. Ten jediný je však nespokojen. Jeho vynález nemá fungovat zásahem nadpřirozené moci, ale na základě zákonů techniky. Počne ho opravovat, přičemž vybaví rusalku nářadím a nutí ji přiložit ruku k dílu – tahat za páky, pumpovat a podobně. Na to je však vodní žínka slabá: umí jen zázraky, v technice se nevyzná. Tu vypukne v městečku požár. Opilí hasiči se vyvalí z hospody a s Bohumilovou zázračnou stříkačkou pochodují k ohni. Marně za nimi Bohumil volá, že stříkačka dosud není hotova. A skutečně, stříkačka nestříká – nebohá rusalka, vysílená nezvyklou prací na souši, se nestihla vrátit do rybníčku. Zatímco se požár šíří a zoufalý Bohumil prosí rusalku o pomoc, je už pozdě. „Proč jen jsi včas neuměl přijmout zázrak?“, zní poslední rusalčina výčitka jejímu miláčkovi, než se rozplyne v nic.